# Maria Laura Moura Mouzinho Leite Lopes

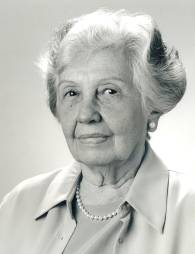
Maria Laura Moura Mouzinho Leite Lopes

Maria Laura Moura Mouzinho Leite Lopes (* 18. Januar 1917 in Timbaúba, Pernambuco, Brasilien; † 20. Juni 2013 in Rio de Janeiro, Brasilien) war eine brasilianische Mathematikerin und Hochschullehrerin. Sie war die erste Brasilianerin, die in Mathematik promovierte und wurde 1996 emeritierte Professorin an der Universidade Federal do Rio de Janeiro (UFRJ).

## Leben und Werk
Lopes war das älteste Kind von acht Kindern der Grundschullehrerin Laura Moura Mouzinho und des Kaufmanns Oscar Mouzinho. Ihr Vater änderte ihr Geburtsjahr 1919 aufgrund einer Eignungsprüfung später auf 1917. 1931 schloss sie die Grundschule in Recife ab und von 1932 bis 1934 besuchte sie die Escola Normal de Pernambuco. 1935 zog ihre Familie nach Rio de Janeiro und sie wurde am Lafayette Institute eingeschrieben. Im folgenden Jahr zog sie nach Petrópolis und wurde Studentin am Colégio Sion. An der Faculdade Nacional de Filosofia (FNFi) erhielt sie 1942 ihren Bachelor-Abschluss.
1943 wurde sie als Assistenzprofessorin an der Fakultät für Mathematik der Nationalen Fakultät für Philosophie (FNFi) in Rio de Janeiro eingestellt. In den nächsten sechs Jahren forschte sie bei dem portugiesischen Mathematiker António Aniceto Ribeiro Monteiro.  Am 24. September 1949 promovierte sie als erste Frau in Brasilien in Mathematik. Ihre Dissertation wurde in Summa Braziliensis Mathematicae der Fundação Getúlio Vargas, der ersten Mathematikzeitschrift für Hochschulbildung, veröffentlicht.
Sie beteiligte sich 1949 an der Gründung des Centro Brasileiro de Pesquisas Físicas (CBPF) und begann im gleichen Zeitraum, Geometriekurse im Ingenieurstudiengang am neu gegründeten Aeronautics Institute (ITA) zu unterrichten. Anschließend arbeitete sie zwei Jahre lang in der Mathematikabteilung der University of Chicago in den USA.
1951 war sie an der Gründung des Nationalen Rates für wissenschaftliche und technologische Entwicklung (CNPq) beteiligt und war 1951 die erste Brasilianerin, die Vollmitglied der Brasilianischen Akademie der Wissenschaften (ABC) wurde. 1952 gründete sie zusammen mit anderen Mathematikern des Landes das Institut für Reine und Angewandte Mathematik (IMPA), wo sie von 1952 bis 1956 als Sekretärin fungierte. Sie leitete ab 1953 als Professorin die Mathematikabteilung am FNFi.
1956 heiratete sie den verwitweten Physiker Professor José Leite Lopes, von dem sie sich 1973 in Freundschaft trennte. Sie ging mit ihm in die Vereinigten Staaten.
1961 wurde sie zur Professorin für professionelle technische Ausbildung im damaligen Bundesstaat Guanabara ernannt. Anlässlich der Universitätsreform von 1967 wurde sie ordentliche Professorin an der Mathematikabteilung am FNFi, bis daraus das Mathematikinstitut an der UFRJ wurde.

## Exil in Frankreich und Orientierung auf den Mathematikunterricht
Während des Militärregimes waren viele ABC-Mitglieder von diktatorischen Maßnahmen betroffen, zu denen Verhaftung, Pensionierung, Entlassung, Zensur, Behinderung oder Einschränkung der Ausübung wissenschaftlicher Tätigkeit gehörten. Lopez wurde im April 1969 aufgrund des Ato Institucional n.º 5 zwangsweise in den Ruhestand versetzt, und im Juli desselben Jahres wurde sie auch als Hochschullehrerin in den Ruhestand versetzt. Sie zog erneut in die USA, zunächst nach Pittsburgh, und dann mit ihrer Familie nach Straßburg in Frankreich, wo sie fast zwei Jahre ohne Arbeit verbrachte. Mit Unterstützung von den Professoren Georges Glaeser und Lucienne Félix begann sie ihre Forschung in der Mathematikdidaktik am Institute de Recherche en Enseignement de Mathematiques (IREM).

## Mathematikdidaktikerin in Brasilien
1974 kehrte sie nach Brasilien zurück und wurde von Professorin Anna Averbuch eingeladen, als Mathematikkoordinatorin an der Escola Israelita Brasileira Eliezer Eistenbarg die Mathematikausbildung zu übernehmen.
1976 beteiligte sie sich zusammen mit den Professoren José Carlos Melo e Souza (1905–1990), Moema Sá Carvalho und Anna Averbuch an der Gründung der Forschungsgruppe GEPEM – Teaching and Research Group in Mathematics Education, die sie acht Jahre lang leitete. 1980 wurde sie wieder am Mathematikinstitute (IM) der UFRJ eingestellt. Mit GEPEM schloss sie eine Vereinbarung mit der Universidade Santa Úrsula und schuf den ersten Lato-Sensu-Aufbaustudiengang für Mathematikdidaktik in Brasilien.
Ihr Projeto Fundão war der Beginn der Öffnung der UFRJ als Raum für die berufliche Weiterentwicklung von Grundschullehrern. Mit diesem Projekt übernahm sie 1983 die Position der Koordinatorin auf nationaler Ebene des Science Education Sub-Program (SPEC) als Bestandteil des Scientific and Technological Development Support Program (PADCT).
1988 gründete sie zusammen mit anderen Lehrern und Forschern die Brasilianische Gesellschaft für Mathematikdidaktik. Für ihr Engagement in der Lehre und Forschung in Mathematik in Brasilien wurde ihr am 1. Juli 1996 der Titel einer emeritierten Professorin der Bundesuniversität Rio de Janeiro verliehen.
Lopez starb 2013 im Alter von 96 Jahren in Rio de Janeiro.

## Auszeichnungen (Auswahl)
- 2001: Honorarprofessorin der Brasilianischen Gesellschaft für Mathematikpädagogik
- 2010: Auszeichnung mit dem Nationalen Orden für wissenschaftliche Verdienste des brasilianischen Ministeriums für Wissenschaft und Technologie

## Veröffentlichungen (Auswahl)
- Três Idéias Básicas no Ensino da Matemática. Boletim GEPEM, nº 5, 1978, S. 29–31.
- Grafos: jogos e desafios. IM-UFRJ, 2010, S. 48.